# Енгельберг
Енґельберґ (також Енгельберг) (нім. Engelberg) — громада і курорт у Швейцарії в кантоні Обвальден. Крім селища Енґельберґ, у муніципалітет також входять поселення Графенорт, Оберберг і Шванд. Громада Енгельберг є анклавом Обвальдену, оточена кантонами Берн, Нідвальден і Урі.
Енґельберґ — великий гірськолижний курорт у Центральній Швейцарії. Місто, яке найближче розташоване до нього — Люцерн.
Курорт оточений з усіх боків альпійськими вершинами.
Населення становить 4194 людини (станом на грудень 2020 року). Офіційний код — +1402.

## Історія
Енґельберґ вперше згадується як Енгільперк в 1122 році, коли там було засновано абатство, хоча альпійські пасовища Трубзе вже експлуатувалися колективно до цього часу. Згідно з легендою, Енґельберґ бере свій початок від бенедиктинського монастиря. Засновнику монастиря Конраду фон Зелленбурену явився ангел, що звелів звести священне місце на лузі Ochsen. Коли монастир був побудований — у 1120 році — двом абатам прийшло бачення: на горі недалеко від монастиря вони побачили хор янголів, які співають хвалу Господу.
Звідси пішла назва «Енґельберґ» — Гора Ангелів — що дало ім'я місту. Легенда знайшла своє відображення на гербі міста. Крім того, стилізовані фігури ангелів можна побачити тут всюди. Енгельберзьке абатство діє і понині.
У серпні 1815 року кантон Нідвальден не поспішав приймати Федеральний договір, тоді як Енґельберґ заявив про його підтримку. Нідвальден остаточно прийняв новий договір 18 серпня 1815 року, після того, як федеральні війська увійшли в кантон. У результаті Енґельберґ був переведений у кантон Обвальден.
З 1850 року Енґельберґ став міжнародним курортом для відпочинку (мінеральна вода, молочна сироватка і лікування свіжим повітрям). Багато готелів були побудовані сім'ями Каттані, Хесса і Одерматт — піонерами туризму. З 1872 по 1874 рік була побудована нова, більш ширша дорога, а в 1898 році була відкрита залізниця Штансштад-Енгельберг. Піші підйоми й інші гірські види спорту розвинулися в кінці 19 століття, і Енґельберґ вперше провів зимовий сезон в 1903—1904 роках.
Фунікулерна залізниця (відкрита в 1913 році) з'єднує Енґельберґ з Гершні, а звідти друга канатна дорога в Швейцарії (відкрита в 1927 році) проходить далі до Обер-Трубзе. Десятиліття, що передував Першій світовій війні, було періодом буму. Розширення дороги і залізниці до Люцерна (в 1964 році) значно розширили зону туристичного охоплення станції, а в 1967 році було відкрито верхню ділянку канатної дороги Тітліс. Регулярні конференції в Енґельберґ стали доповненням до зимового туризму. У 2000 році третинний сектор, особливо туризм, забезпечував ¾ зайнятості в Енґельберзі.

## Географія
Енґельберґ розташований в межах гірського хребта Урійські Альпи на відстані близько 75 км на схід від Берна, 15 км на південний схід від Зарнена.
Енґельберґ оточений великими гірськими вершинами, такими як Тітліс на півдні (3 238 м над рівнем моря), Рігідальсток (2 572 м) і Ручшток (2 813 м) на півночі, Ханеня (2 606 м) і Віссберг (2 627 м) на сході, Енґельберґер Ротшток (2 819 м) і Віссігсток (2887 м) на північному сході, і верхня долина Енґельберґера, що веде до перевалу Сурен (2291 м) і до Ройс.
Площа Енгельбергу (за даними дослідження 2009 року) становить 74,87 км². З цієї площі близько 27,1 % використовується з сільськогосподарською метою, в той час як 25,8 % покрито лісами. Інша частина  землі — 3,7 % заселена (будівлі або дороги), а 43,5 % — непродуктивними землями. У дослідженні 2018 року 146 га або близько 1,9 % від загальної площі були покриті будівлями, що на 35 га більше, ніж у 1981 році. Протягом такого періоду  площа рекреаційних площ  муніципалітеті збільшилася на 34 га і на даний час складає близько 0,61 % від загальної площі. З сільськогосподарських угідь 685 га становлять поля і луки, а 1424 га — альпійські пасовища.
З 1981 року площа сільськогосподарських угідь скоротилася на 156 га. За той же період часу площа лісових угідь збільшилася на 103 га. Річки та озера займають 78 га в муніципалітеті. Середня висота Енґельберґа становить розміром 1020 м. Однак село оточена Альпами, що створює дуже крутий рельєф. Найвищою точкою в межах муніципалітету є Тітліс. Долина Енґельберґ (нім. Engelbergertal) дренується річкою Енгельбергер Аа, припливом озера Люцерн. Долина розташована на південь від озера.

## Демографія
Населення Енгельбергу (станом на грудень 2020 року) становить 4194 людини. Станом на 2016 рік 26,2 % населення складають іноземні громадяни. Впродовж останніх 6 років (2010—2016) чисельність населення змінилася на 5,92 %. Народжуваність у муніципалітеті в 2016 році склала 8,3 %, а смертність — 5,8 % на тисячу жителів. Станом на 2016 рік діти і підлітки (0-19 років) складають 17,7 % населення, дорослі (20-64 року) становлять 61,4 % населення, а люди похилого віку (старше 64 років) складають 20, 9 %. У 2016 році в Енгельберзі було 1925 приватних домогосподарств із середнім розміром домашнього господарства 2,10 осіб. У 2015 році близько 43 % усіх будівель у муніципалітеті були будинками для однієї родини, що приблизно дорівнює відсотку у кантоні (44,4 %) та меншому відсотку на національному рівні (57,4 %). З 1302 житлових будівель у муніципалітеті, у 2000 році близько 48,5 % були будинками для однієї родини, а 34,4 % — багатоквартирними будинками. Крім того, близько 17,1 % будівель було побудовано до 1919 року, тоді як 9,4 % було побудовано між 1991 та 2000 роками. У 2015 році показник будівництва нових житлових одиниць на 1000 жителів становив 8,3. Рівень вакансій для муніципалітету у 2017 році становив 0,92 %
Більшість населення (станом на 2000 рік) розмовляє німецькою  (88,2 %), сербохорватська — друга за поширеністю (2,5 %), а англійська — третя (2,2 %).

## Політика
На невеликих федеральних виборах 2015 року місцеві партії набрали 53,5 % голосів, а Швейцарська народна партія — решту (46,5 %). Явка виборців склала 56,4 %.
У 2007 році найпопулярнішою партією була Швейцарська народна партія, яка набрала 37,4 % голосів. Наступними найпопулярнішими партіями були інші (не головні) (28,6 %),Християнсько-демократична народна партія(22,7 %) та Соціал-демократична партія (1,3 %).

## Бізнес та індустрія
Енґельберґ класифікується туристичною спільнотою.
Станом на 2014 рік у місті працювало близько 2547 осіб. З них 143 особи працювали в 56 підприємствах первинного сектору економіки. У вторинному секторі працювало 267 працівників у 54 окремих підприємствах, з них у 6 підприємствах працювало 117 працівників. Нарешті, третинний сектор забезпечив 2137 робочих місць у 372 підприємствах.
У 2016 році загалом 8,3 % населення отримало соціальну допомогу.

## Туризм
Основними видами туристичної діяльності є катання на лижах та інші види спорту в зимовий сезон, а також піші та гірські розваги влітку. У самому селі головними визначними місцями є бенедиктинський монастир, в якому є сироварня та демонстраційний магазин, Талмузей, що розповідає про історію краю та швейцарського сільського життя, а також ряд старовинних каплиць.
Сезон зимових видів спорту зазвичай триває з грудня по квітень, хоча високогірні льодовикові райони на Тітлісі іноді можуть використовуватися (досвідченими лижниками) з жовтня по травень. Снігове покриття, як правило, надійне, хоча останнім часом машини для штучного снігу були встановлені на деяких з низьких висот, щоб покращити сніговий покрив.
Енґельберґ проводить етап Кубка світу зі стрибків з трампліну Гросс-Тітліс-Шанце. В останню суботу вересня відбувається Альпабзуг, коли худобу завозять з гірських пасовищ до зимових амбарів у селі й долині.

### Тітліс
Тітліс на висоті 3238 метрів (10623 футів) над рівнем моря є найвищою вершиною хребта на північ від перевалу Сустен, між Бернським Оберландом і Центральною Швейцарією. До гірського масиву Тітліс можна дістатися на канатних дорогах Titlis Bergbahnen. Нижня станція канатної дороги також є центральною кінцевою станцією сільського автобусного сполучення. Фунікулер (з 1913 року) тягнеться до станції Гершніальп (1267 м (4157 футів)) і широкого альпійського пасовища під назвою Гершні з легкими сніговими ділянками, придатними для початківців та трас для бігових лиж, а також санною трасою, що веде назад до долинної станції. Влітку тут працюють дві сироварні з пішохідними стежками, які ведуть до Обер-Трюбзе і назад до села, або рівними стежками, що ведуть до Унтер-Трюбзее на захід.
Гондольний підйомник «Titlis Xpress», який бу відкритий у 2015 році на заміну старшому 1970-х років, курсує від станції в долині (996 м (3268 футів)) до середньої станції Trübsee (1788 м (5866 футів)) і далі до стійки (2428 м (7966 футів)). Ця зона забезпечує більш складне катання на нижніх схилах Тітліс і через інші крісельні підйомники до Jochpass (2 207 м (7 241 фут)) і нижче Йохштока на висоті 2 508 м (8 228 футів). Безперервна лижна траса веде вниз до Унтер Труебзе і назад до станції канатної дороги в долині. Влітку озеро є популярним місцем для прогулянок, на озері є гребні човни та місця для пікніків навколо нього.

### Бруні
До гірської місцевості Бруні, на північ від села, можна дістатися зі станції канатної дороги, яка тягнеться до Рістіс (1600 м (5200 футів)), з подальшим крісельним підйомником до Бруннігютте (1860 м (6100 футів)). Лижні траси тут від початківців до середнього стандарту, хоча іноді не мають стільки снігового покриву, як на стороні Тітліс через південну сторону. Є ще одна санна траса від Брунігютте назад до Рістіс. Влітку звідси починається низка пішохідних стежок, включаючи Валенпфад, що веде до Баннальпа та хребта Рот-Гретлі через гори на північ і північний схід. Також є ряд підготовлених маршрутів для скелелазіння.

## Визначні люди
- Еріка Гесс, чемпіонка світу зі слалому, гігантського слалому та комбінованої, 1962 року народження.[18]
- Домінік Гізін, золота призерка Олімпійських змагань зі спуску та володар Кубка світу, 1985 року народження.[19]
- Фабіан Бьош, олімпійський лижник вільним стилем та золотий призер 2015 року , 1997 року народження.[20]
- Герман Гесс, натураліст, дослідник і альпініст, народився в Енгельберзі в 1916 році.[21]
- Лена Гекі, срібний призер юніорського біатлону, 1995 р.н.[22]
- Баронін (баронеса) Фелісітас фон Резнічек, німецька письменниця, британський агент часів нацизму та альпініст, померла в Енгельберзі в 1997 році.[23]
- Джузеппе П'яцці, єпископ Бергамо, помер в Енгельберзі в 1963 році.[24]
- Жан-Франсуа Ревеяр, сучасний художник, що має головну майстерню в Енгельберзі з 2002 року.[25]
- Мішель Гізін, олімпійська чемпіонка у поєднанні, золота медалістка Пхенчхану 2018.[26]